# Ельча
Е́льча (пол. Jelcza) — село в Польше в сельской гмине Харшница Мехувского повета Малопольского воеводства.
Село располагается в 6 км от административного центра гмины села Мехув-Харшница, в 15 км от административного центра повета города Мехув и в 43 км от административного центра воеводства города Краков. Недалеко от села проходит автомобильная дорога Мехув-Жарновец.
Село состоит из следующих частей, которые имеют собственные наименования: Копанина, Ляс, Колония, Подхлине, Застодоле, Пежувка, Ольшины, Ельча, Гацки и Граница.
В 1975—1998 годах село входило в состав Келецкого воеводства.